# Sant Josep (Tendrui)
Sant Josep és una ermita de l'antic terme de Gurp de la Conca, integrat actualment en el de Tremp, de la comarca del Pallars Jussà.
Situada al sud de Tendrui, en el Serrat de Santa Coloma, a l'esquerra del barranc de Sant Adrià.